# Operación 90

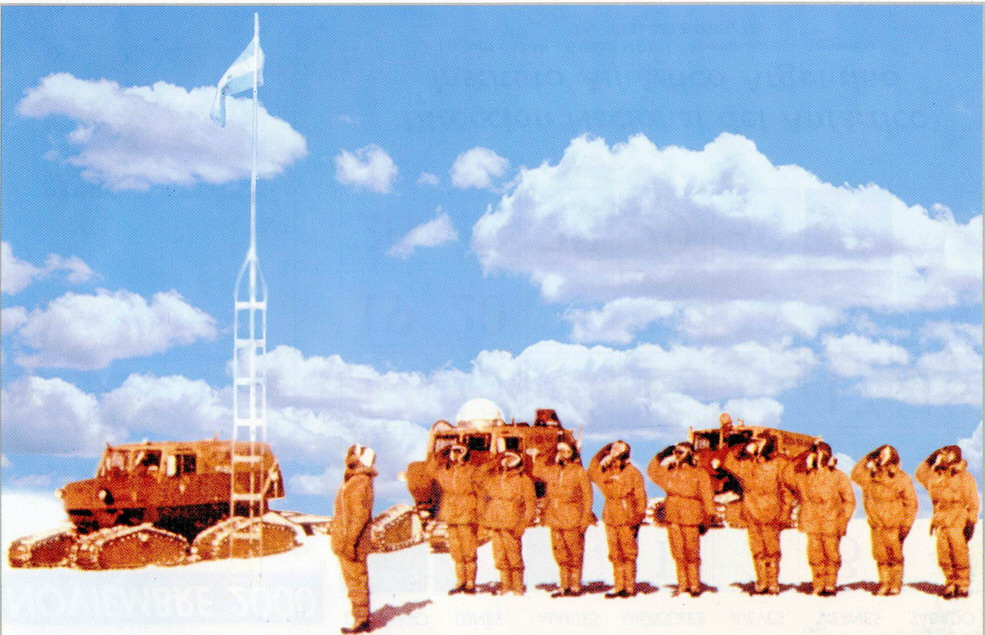
Żołnierze salutują przy fladze na Biegunie południowym

Operación 90 – pierwsza argentyńska ekspedycja na biegun południowy. Została przeprowadzona w 1965 roku, a brało w niej udział dziesięciu żołnierzy armii argentyńskiej pod dowództwem pułkownika Jorge E. Leal.